# スバル・シフォン
シフォン（CHIFFON）は、SUBARU（旧・富士重工業）が販売している軽トールワゴン（軽スーパーハイトワゴン）である。ダイハツ・タント（タントカスタム・タントファンクロスを含む、以下「タント」）のOEM供給車にあたる（生産はダイハツ滋賀工場第2地区）。旧・富士重工業時代に新規投入された車種としては最後の車種となる。

## 概要
富士重工業では以前、2代目タントの派生車種タントエグゼのOEM供給モデルであるルクラ（販売期間は2010年4月から2015年5月まで）が販売されており、ルクラの販売終了以来、約1年7ヶ月ぶりに軽スーパーハイトワゴンの取り扱いを再開したことになった。
後席ドアはルクラがヒンジドアだったのに対し、シフォンは両側スライドドアとなる。スライドドアはエントリーグレードを除く全車に半ドアの位置まで閉めたあとに自動的に全閉するイージークローザー（左右）と、ドアハンドルにあるスイッチ操作でロック解錠とドアオープンを同時に行うワンタッチオープン機能付パワースライドドア（左側＝助手席側のみ、右側＝運転席側はグレードにより標準装備又はオプション設定）が備わる。2代目では、降車時に予約設定を行うことでアクセスキーを携帯して車両に近づくとスライドドアが自動オープンするウェルカムオープン機能とパワースライドドアの閉作動中にフロントドアのリクエストスイッチにタッチすることでパワースライドドア全閉後に自動でロックがかかるタッチ&ゴーロック機能+タッチ式リクエストスイッチ（運転席・助手席）が追加された。

## 初代 LA600F/610F型（2016年 - 2019年）

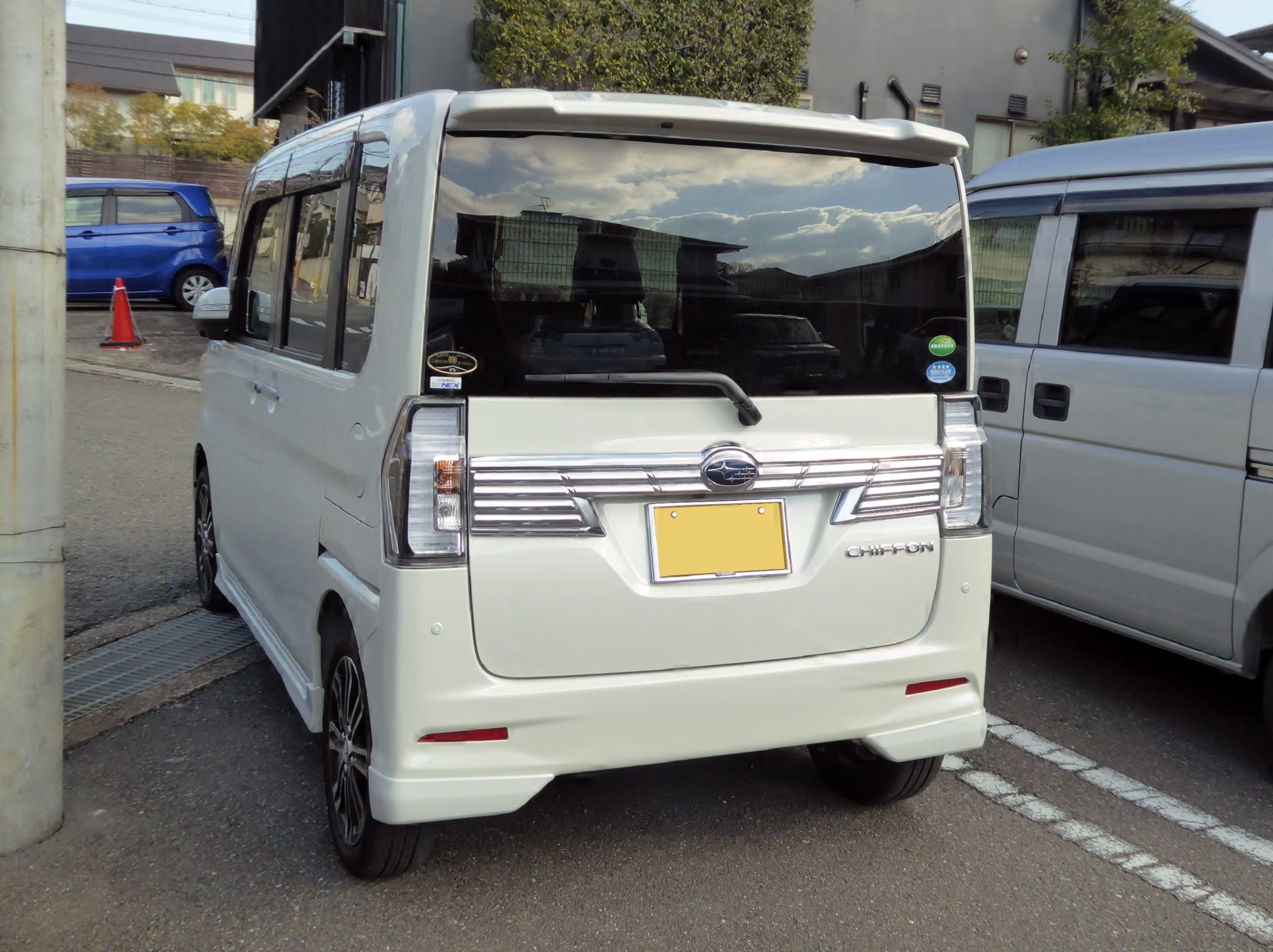
カスタム RS Limited スマートアシスト リア

2016年（平成28年）12月13日
「シフォン」を発売。
OEM元であるタント同様に、ノーマルタイプの「シフォン」とドレスアップモデルの「シフォンカスタム」がラインナップされており、グレード体系は「L スマートアシスト（タント「L"SA III"」相当）」、「G スマートアシスト（同「X"SA III"」相当）」、「カスタム R スマートアシスト（タントカスタム「X"SA III"」相当）」、「カスタム R Limited スマートアシスト（同「X"トップエディション SA III"」相当）」、「カスタム RS Limited スマートアシスト（同「RS"トップエディション SA III"」相当）」の5グレードが用意される。
なお、タントの「X"ホワイトアクセント SA III"」、「Xターボ"SA III"」、「G"SA III"」、「カスタム RS"SA III"」に相当するグレードはシフォンでは設定されない。また、タントの一部グレードに設定されている「スマートアシストIII」非搭載車（「L」・「X」・「カスタムX」相当）の設定が無いため、「スマートアシストIII」(スバルのアイサイト3に相当)は全車標準装備される。
また、シフォンカスタムの一部グレードで装備内容が異なり、「カスタム R スマートアシスト」は「ナビアップグレードパック」(専用パネルがオートエアコン以外に対応していないためマニュアルエアコン車は装着できない。)を標準装備。「カスタム RS Limited スマートアシスト」は「ナビアップグレードパック」がメーカーオプション設定となり、SRSカーテンエアバッグのメーカーオプション設定が追加される（SRSカーテンエアバッグ選択時には格納式アシストグリップ(運転席)も同時に装備される。なお、「ナビアップグレードパック」とSRSカーテンエアバッグの同時設定は不可）。
ボディカラーはタント専用色の「ホワイト」がシフォンで未設定である点以外は、同一のラインナップとなる。
2017年（平成29年）12月18日
改良モデルを発売。
OEM元のタントの一部改良に伴うもので、新たにデジタルマルチビューモニター（タントのパノラマモニターに相当）が採用され、「G スマートアシスト」・「カスタム R スマートアシスト」・「カスタム RS Limited スマートアシスト」にメーカーオプション設定された（なお、映像表示のため、ディーラーオプションの純正ナビゲーションの装着が必要となる。ナビはパナソニック製 NSZN-X67D等だが、ナビパネルがオートエアコン以外に対応していないため、マニュアルエアコン車には装着できない。）。
併せて、「G スマートアシスト」・「R Limited スマートアシスト」をベースに、前述のパノラミックビューモニターと右側パワースライドドアが装備された新グレード「G Special スマートアシスト（タント「X"リミテッド SA III"」相当）」と「カスタム R Special スマートアシスト（同「カスタム X"トップエディションリミテッド SA III"」相当）」が追加設定された。なお、「G Special スマートアシスト」には、LEDヘッドランプと「ナビアップグレードパック」も同時に装備される。
2018年（平成30年）12月10日
特別仕様車「G Special Sport スマートアシスト」を発売。
シフォンでは初めてとなる特別仕様車で、先に発売されたタント特別仕様車「X"VS SA III"」に準じている。
外観はヘッドランプをLED（ロービーム）化するとともに、14インチアルミホイールを特別装備。内装はファブリックシート、インパネ&ドアトリム、インパネセンタークラスター（シャドウフロー柄）にブラック、ドアアームレストにピアノブラック調&ファブリック、エアベントグリルとインナードアハンドルにメッキがそれぞれ採用され、センターエアベントグリルにシルバーリング加飾が施され、メーターはタコメーター付の3眼ルミネセントメーターとなった。装備面では、両側パワースライドドア、パノラミックビューモニター、SRSサイドエアバッグ、「ナビアップグレードパック」が特別装備された。
ボディカラーはスバル車ではジャスティや3代目ステラカスタム（2017年8月改良モデル）にも設定されている特別設定色の「レーザーブルークリスタルシャイン（有料色）」を含む8色が設定される。
同時に、既存モデルのボディカラー設定を変更。シフォンは「コットンアイボリー」、「シルキーブルー・パール（有料色）」、シフォンカスタムは「メテオライトグレーイリュージョナル・パール（有料色）」、「ナイトシャドーパープルクリスタル・メタリック（有料色）」を廃止し、シフォンは7色、シフォンカスタムは6色の設定とした。
2019年（令和元年）6月30日
OEM元の次期型（4代目）タントの生産準備に伴い、オーダーストップ、並びに生産終了。それ以後は在庫流通分が無くなり次第、販売終了。
- カスタム RS Limited スマートアシスト
リア

## 2代目 LA650F/660F型（2019年 - ）
2019年（令和元年）7月16日
初のフルモデルチェンジを発表（7月25日発売）。
初代に引き続き、ノーマルタイプの「シフォン」とドレスアップモデルの「シフォンカスタム」が設定されており、グレード体系はシフォンは「L スマートアシスト（タント「L」相当）」､「G スマートアシスト（同「X」相当）」に、初代モデルでは設定されなかったターボ車が「GS スマートアシスト（同「Xターボ」相当、2WD車のみの設定）」として追加され3グレードに。シフォンカスタムはNA車の「R スマートアシスト（タントカスタム「X」相当）」とターボ車の「RS スマートアシスト（同「RS」相当）」の2グレードとなる。なお、タントの「L」に設定されている「スマートアシスト非装着車」はシフォンでは設定されず、初代モデル同様アイサイト(ダイハツのスマートアシストに相当)は全車標準装備となる。また、タントカスタム「L」相当のグレードはシフォンでは設定されない。
初代の「スマートアシストIII」が「次世代スマートアシスト」に強化され、車線逸脱抑制制御機能、標識認識機能（進入禁止）、アダプティブドライビングビーム（シフォンカスタムのみ）が追加されるとともに、誤発進抑制機能にはブレーキ制御が追加された。また、全車速追従機能付ACC（アダプティブクルーズコントロール）、LKC（レーンキープコントロール）、サイドビューランプ及び駐車支援システム「スマートパノラマパーキングアシスト」（デジタルマルチビューモニター（別名パノラマモニター））で構成された運転支援機能「スマートアシストプラス」も採用された。なお、オートライト義務化への対応として、ライトOFFスイッチをリターン式に変更されオートライトをデフォルト化するとともにインパネに装備されていたオートハイビームスイッチが廃止されオートハイビーム「ON」がデフォルトに変更された。
サスペンションアレンジ最優先の設計と、曲げ剛性の向上やハイテン材の活用・構造合理化によりボディ構造全体の軽量化が図られた新プラットフォームとなり、ターボ車用のCVTにはスプリットギアを組み込み、ベルト+ギア駆動を可能にした新型CVTを採用。エンジンは初代に引き続き、KF型が踏襲されるが、エンジンの基本性能をより一層磨き上げる理由で自然吸気エンジン・ターボエンジン共に燃焼室の形状をペントルーフ型から半球型に変更、複数回点火（マルチスパーク）の採用や燃料噴霧方式をスワール噴霧へ変更するなどの改良により燃焼効率が向上し、NA車は「平成30年排出ガス基準75%低減レベル（☆☆☆☆☆）」認定を取得。ターボ車もWLTCモード走行による排出ガスに対応し、「平成30年排出ガス基準50%低減レベル（☆☆☆☆）」認定を取得した。
「L スマートアシスト」を除くグレードにおいてはタントと装備内容が一部異なり、360°スーパーUV&IRカット機能付ガラス（フロントクォーター/フロントドア/リアドア/リアクォーター/リアゲート）、チルトステアリング、運転席シートリフター、格納式シートバックテーブル（運転席・助手席）/シートバックポケット（運転席）が標準装備され、2WD車には運転席&助手席シートヒーター、「GS スマートアシスト」は右側（運転席側）パワースライドドアもそれぞれ標準装備される。パックオプションに関してもタントカスタムの一部グレードに設定されている「スタイルパック」がシフォンカスタムでは未設定となる。
ボディカラーは「シフォン」はタント専用色の「ホワイト」と「アイスグリーン」が未設定となるため、7色展開となる。「シフォンカスタム」は「タントカスタム」のカラーバリエーションに準じており、2トーン3種も設定される（有料色）。なお、初代の特別仕様車「G Special Sport スマートアシスト」に特別設定色として設定されていた「レーザーブルークリスタルシャイン（有料色）」がカタログカラーに昇格され、シフォンカスタムにも設定可能となった。
2020年（令和2年）12月8日
一部改良を実施。
同年12月1日のタントの一部改良に伴うもので、「スマートアシスト」のステレオカメラを刷新したことで、衝突警報機能や衝突回避支援ブレーキ機能の性能を向上するとともに、路側逸脱警報機能やふらつき警報などを追加し、標識認識機能には最高速度と一時停止を追加して安全性能を強化。ターボ車の「GS スマートアシスト」と「カスタムRS スマートアシスト」は標準装備化された全車速追従機能付ACCの作動速度域を拡大した。
また、シフォンカスタムには新グレードとして「R Limited スマートアシスト（タントカスタム「X"スタイルセレクション"」相当）」と「RS Limited スマートアシスト（同「RS"スタイルセレクション"」相当）」を追加。大型フロントグリル・バンパーガーニッシュ・サイドガーニッシュにメッキを採用した専用の外観とし、「RS Limited スマートアシスト」は専用デザインの15インチアルミホイールを装備。パノラミックビューモニター対応ナビアップグレードパックが標準装備される。
ボディカラーは、従来シフォンカスタム専用だった2トーン（有料色）をシフォンの「G スマートアシスト」、「GS スマートアシスト」にも設定を拡大し、ホワイトと組み合わせた「ブルーミングピンク・メタリック」、「レーザーブルークリスタルシャイン」、「ファイアークォーツレッド・メタリック」の3種を設定した（ただし、タントに設定されている「アイスグリーン×シャイニングホワイトパール」はシフォンでは未設定となる）。
2021年（令和3年）9月30日
一部改良を発表。
同年9月21日のタントの一部改良に伴うもので、電動パーキングブレーキやレーンキープコントロール、コーナリング時に車両の走行ラインが外側に膨らみそうになったときに内輪のブレーキを作動させて狙ったラインの走行をサポートするコーナリングトレースアシストを「GS スマートアシスト」及びシフォンカスタムの「R Limited スマートアシスト」・「RS スマートアシスト」・「RS Limited スマートアシスト」に、全車速追従機能付ACCとLKCをシフォンカスタム「R Limited スマートアシスト」にそれぞれ標準装備。「G スマートアシスト」とシフォンカスタム「R スマートアシスト」はこれらの装備全てを設定が復活した「スマートクルーズパック」としてメーカーオプション設定された。
ボディカラーはタントの変更に準じ、シフォンカスタム専用色としてターコイズブルーマイカメタリックを追加し、従来はシフォンカスタム専用色だったプラムブラウンクリスタル・マイカ（有料色）をシフォンにも設定し、共通色となった。一方で、マスタードイエロー・マイカメタリックはシフォン専用色となった。
2022年（令和4年）10月13日
一部改良を発表。
同年10月3日のタントのマイナーチェンジに伴うもので、グレード体系が整理され、シフォンはターボ車の「GS スマートアシスト」を廃止してNA車のみとし、既存グレードは「L」と「G」に改名。シフォンカスタムは「R Limited スマートアシスト」と「RS Limited スマートアシスト」を廃止し、既存グレードは「R」と「RS」に改名された。
装備面では電動パーキングブレーキやオートブレーキホールドを「G」及びシフォンカスタムに標準装備し、メーカーオプションにはSUBARUの軽自動車で初採用となる9インチディスプレイオーディオを設定。荷室側出のリアシートスライドが可能なようにシートバックに背面レバーが追加され、上下2段調節式カーゴボード（タントの上下2段調節式デッキボードに相当）を追加した。「L」はダイヤル式マニュアルエアコンからプッシュ式オートエアコンに、アンサーバック機能付電波式リモコンドアロックからキーレスアクセス&プッシュスタートにそれぞれグレードアップされた一方、Bピラーは従来のブラックアウトからカラードへグレードダウンされた。
内装ではドアトリムや助手席トレイのキルティング形状を機密なテクスチャ形状に変更され、インストルメントパネルの加飾パーツ色を従来よりも深みのあるブルーに変更。シフォンカスタムはフロントフェイスを中心に外観デザインが一新、内装はシート表皮のレザー面積を拡大し、ファブリック部をブルーに変更した。なお、タントの場合同様、シフォンは外観デザインは従来通りとなる。
燃料消費率の向上により、シフォンの2WD車は「2030年度燃費基準80%達成車」、シフォンの4WD車、シフォンカスタムの「RS」の2WD車と「R」は「同75%達成車」となったが、NA車は排出ガス性能が「平成30年度排出ガス基準50%低減レベル（☆☆☆☆）」にスペックダウンされた。
ボディカラーはモノトーンはシフォン専用色のマスタードイエロー・マイカメタリックとブルーミングピンク・メタリック、シフォンカスタム専用色のパールブラック（有料色）を廃止、従来共通色だったブライトシルバー・メタリックとプラムブラウンクリスタル・マイカ（有料色）をシフォン専用色へ移行。新色としてシフォンにはサンドベージュメタリック、シフォンカスタムにはクロムグレーメタリックとクールバイオレットクリスタルシャイン（有料色）を追加。2トーン（有料色）はシフォンは新色のホワイト/サンドベージュメタリックの1色のみに。シフォンカスタムはブラック・マイカメタリック/レーザーブルークリスタルシャインを廃止して2色にそれぞれ整理された。
なお、当初タントでマイナーチェンジと共に追加されたタントファンクロスに相当するグレードはシフォンでは設定されていなかった。
2023年（令和5年）12月20日（補足）
OEM元のダイハツ工業の不正問題の調査で対象がこれまで判明していた6車種から当車種を含めたほぼ全ての車種に拡大することが明らかとなり、国内外の全てのダイハツ工業製の車種の出荷を停止する方向で調整することとなった。
2024年（令和6年）4月10日（補足）
国から出荷停止の指示が解除されたことを受けて、同日より生産を再開した。
2024年（令和6年）9月5日
追加モデル「トライ」の特設サイトを公開。注文受付は既に開始されており、今秋に正式発表されることもアナウンスされる。タントファンクロスに相当するSUVテイストのグレードとなる。
2024年（令和6年）10月4日
一部改良モデルと追加モデル「トライ」を発表。
一部改良モデルは10月1日のタントの一部仕様変更に基づくもので、コーナーセンサーを2個から4個に増強するとともに、センサー作動時のメーター内表示が変更され、センサーブザーの音量調整機能を追加。「L」は「ナビ装着用アップグレードパック」が標準装備された。
「トライ」は前述したようにタントファンクロスに相当するが、「ファンクロス」に相当するNA車のみのモノグレードとなり、「ファンクロスターボ」に相当するターボ車は設定されない。エンブレム類の変更に加え、タントファンクロスではメーカーオプション設定となる運転席ロングスライドシート（540mm/シートバックレバー付）が標準装備されており、その分価格が上乗せされている。ボディカラーはタントファンクロスからコンパーノレッドが除かれ、モノトーンは7色（うち、有料色2色）、2トーン（有料色）は4色設定される。この内、レイクブルーメタリックとフォレストカーキメタリックの2色は「トライ」専用色となる。なお、リアの車名エンブレムは「CHIFFON TRY」ロゴの専用仕様となる。

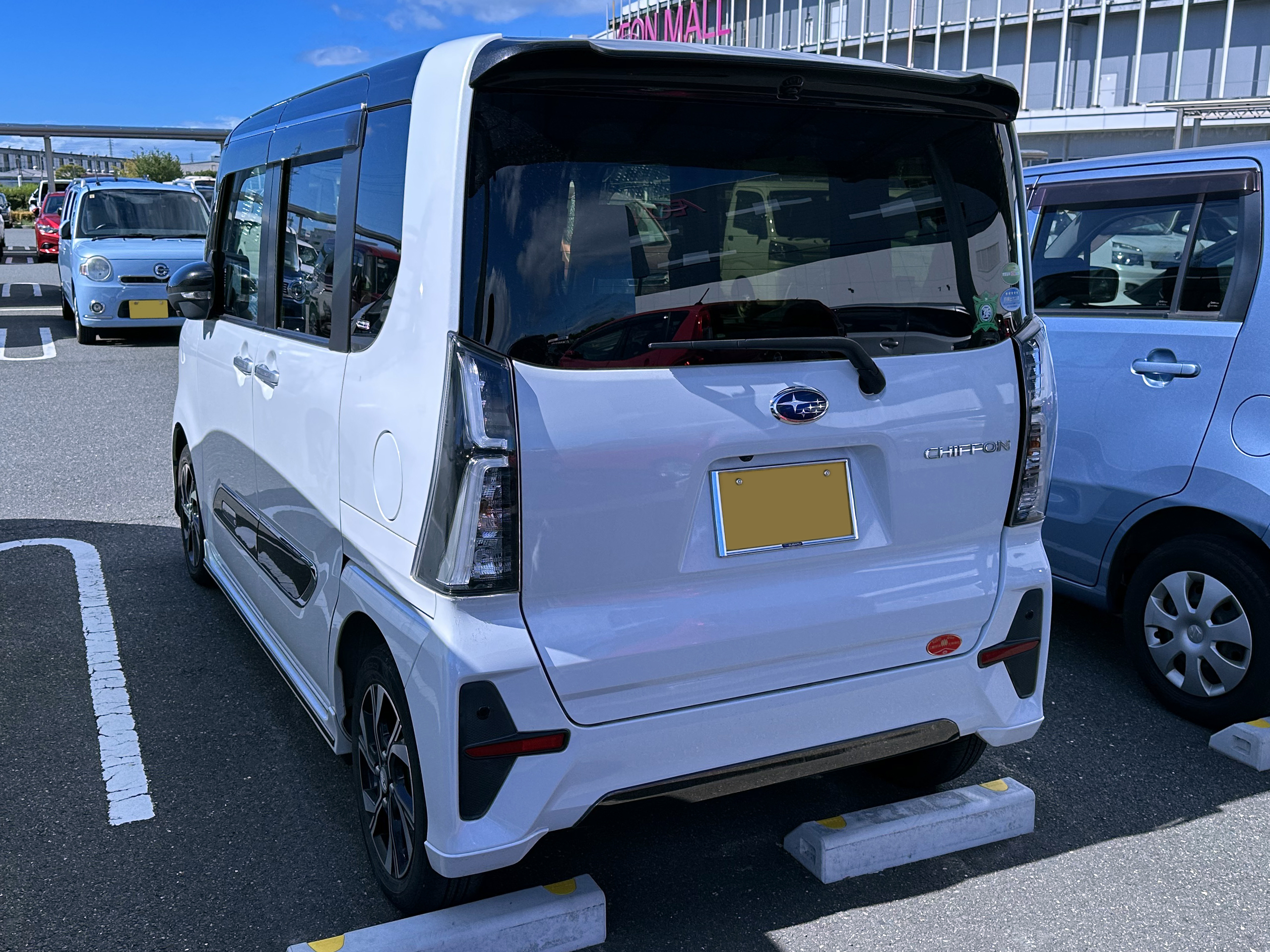
2019年7月販売型 カスタムR スマートアシスト リア
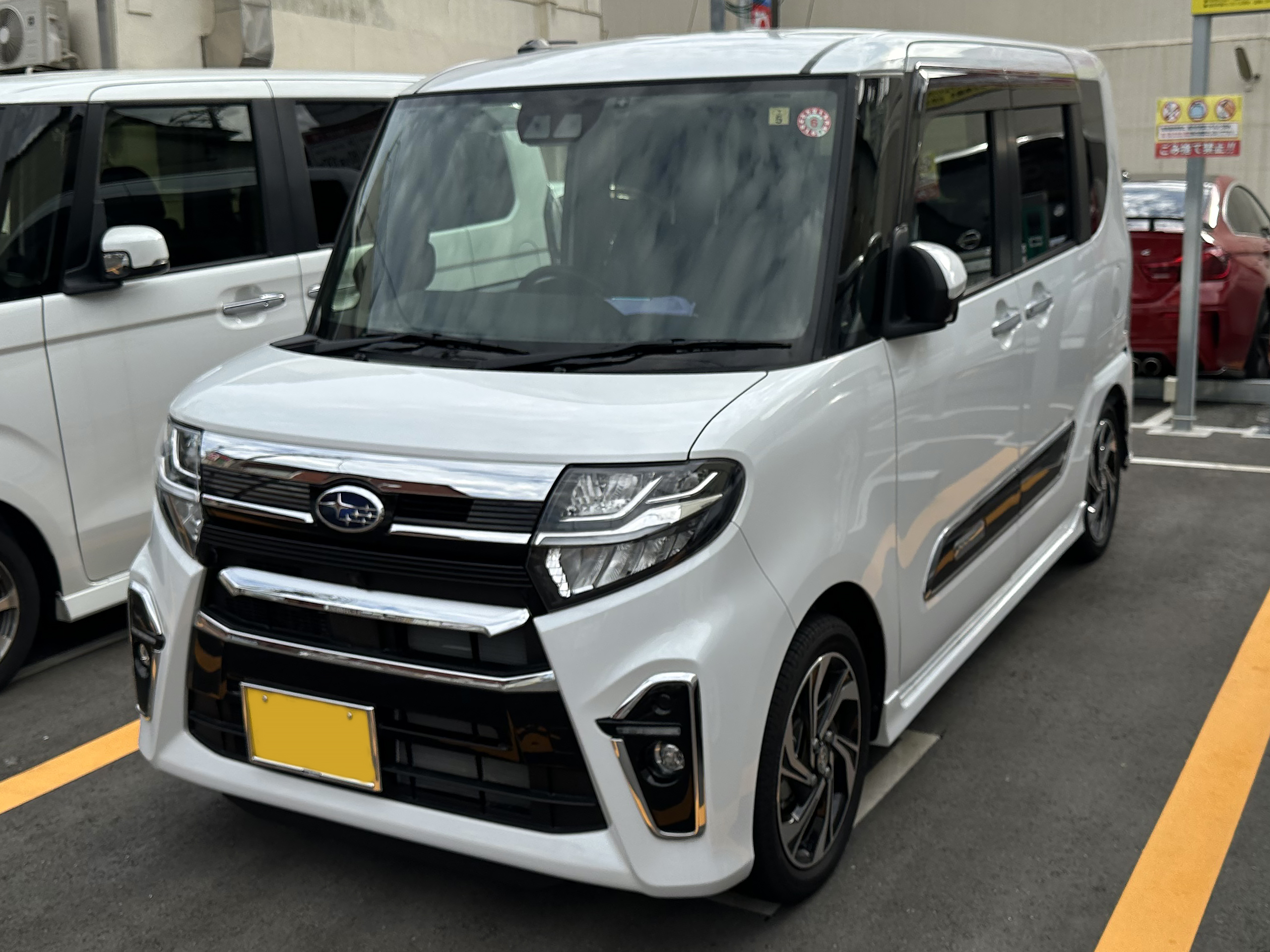
2019年7月販売型 カスタムRS Limited スマートアシスト
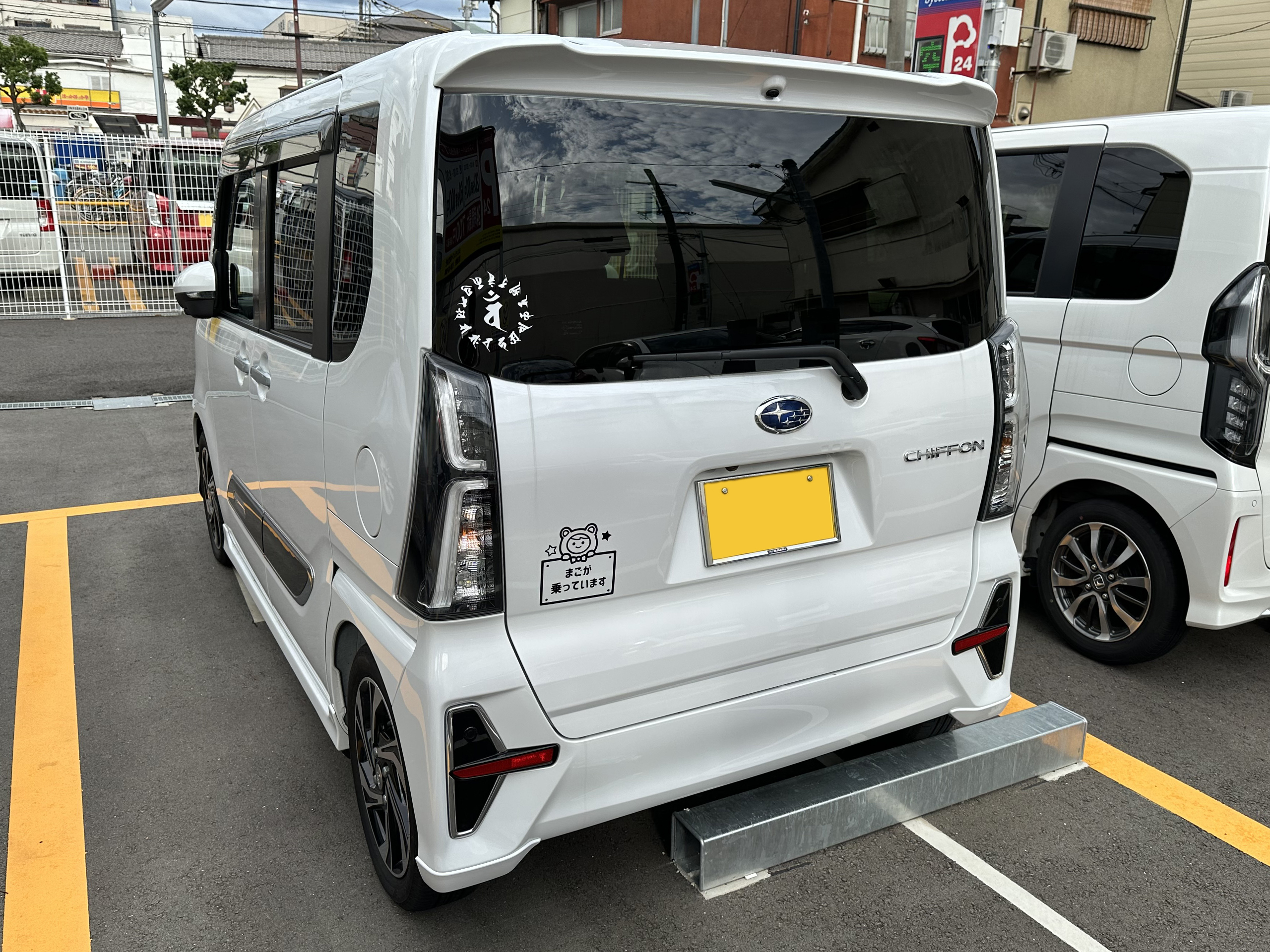
2019年7月販売型 カスタムRS Limited スマートアシスト リア
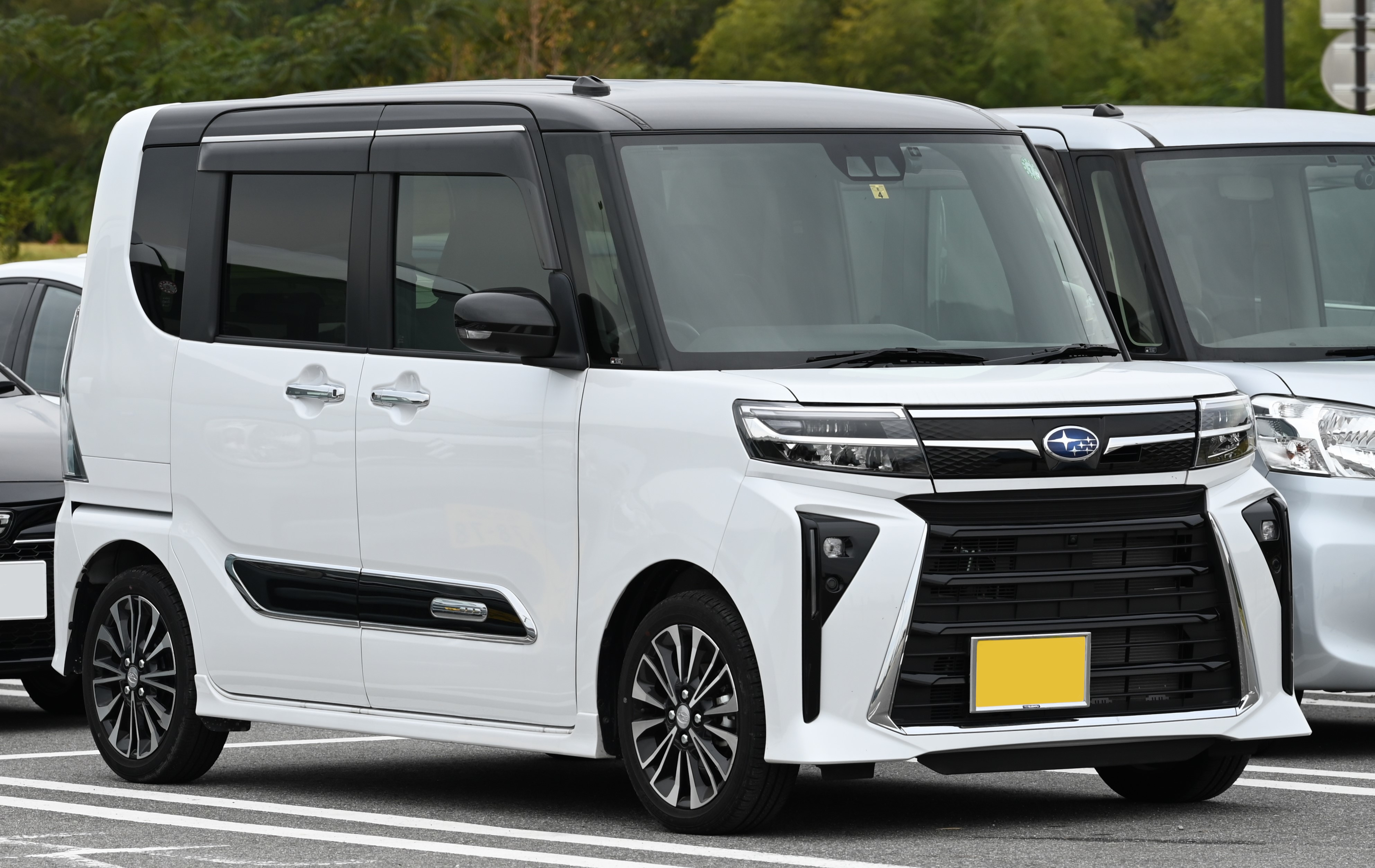
2022年10月改良型 カスタムRS
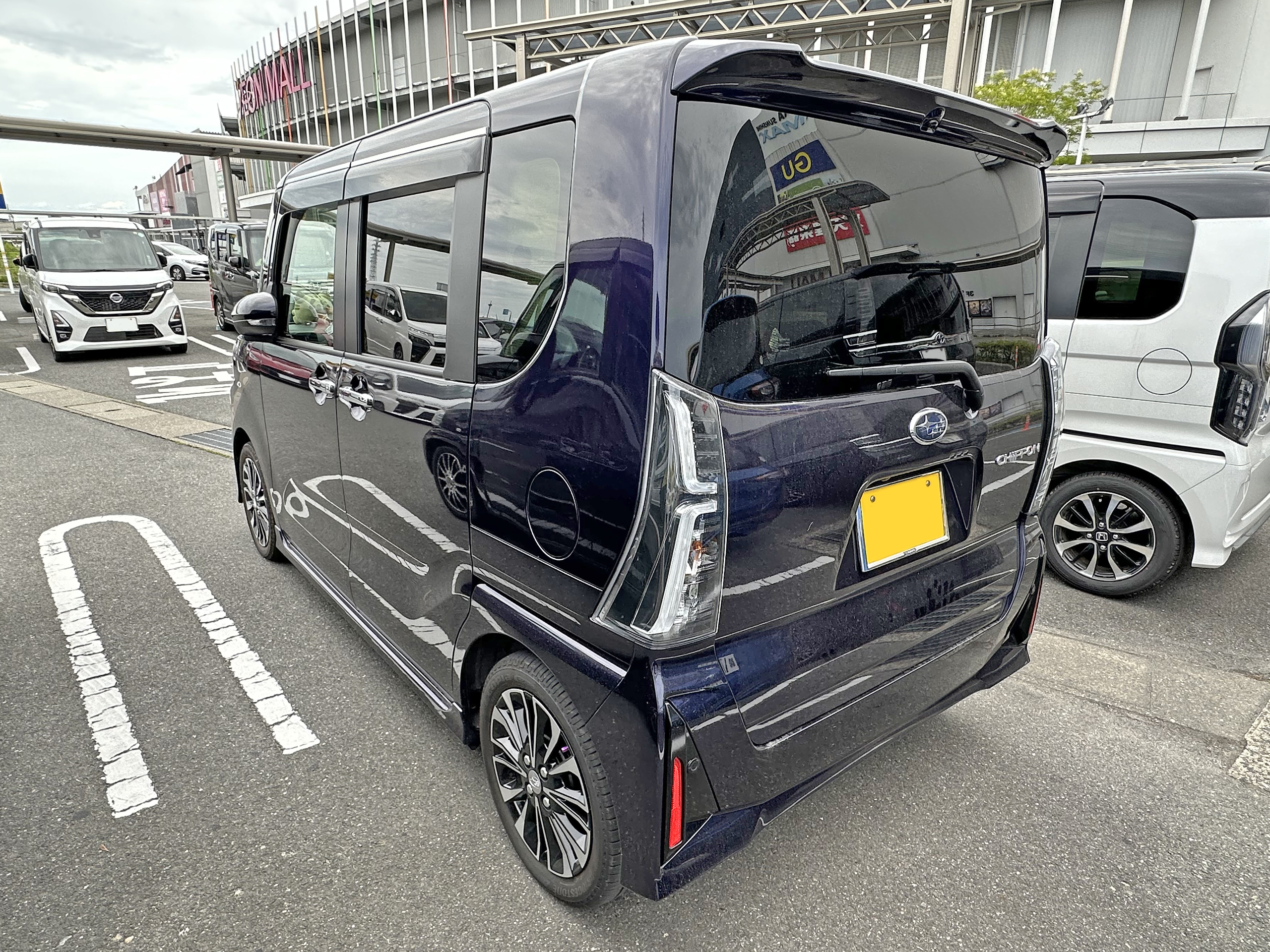
2022年10月改良型 カスタムRS リア
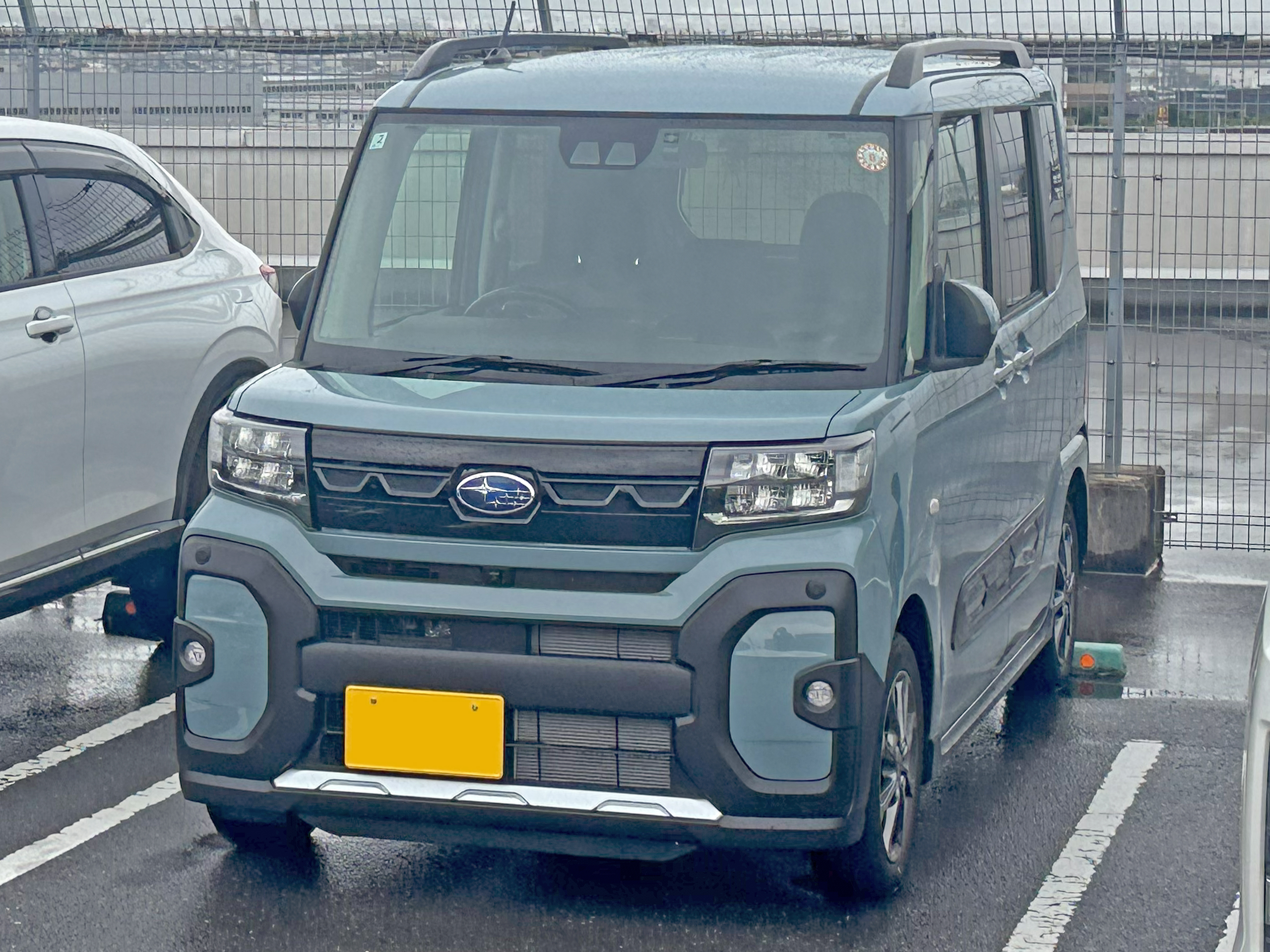
2024年10月改良型 トライ
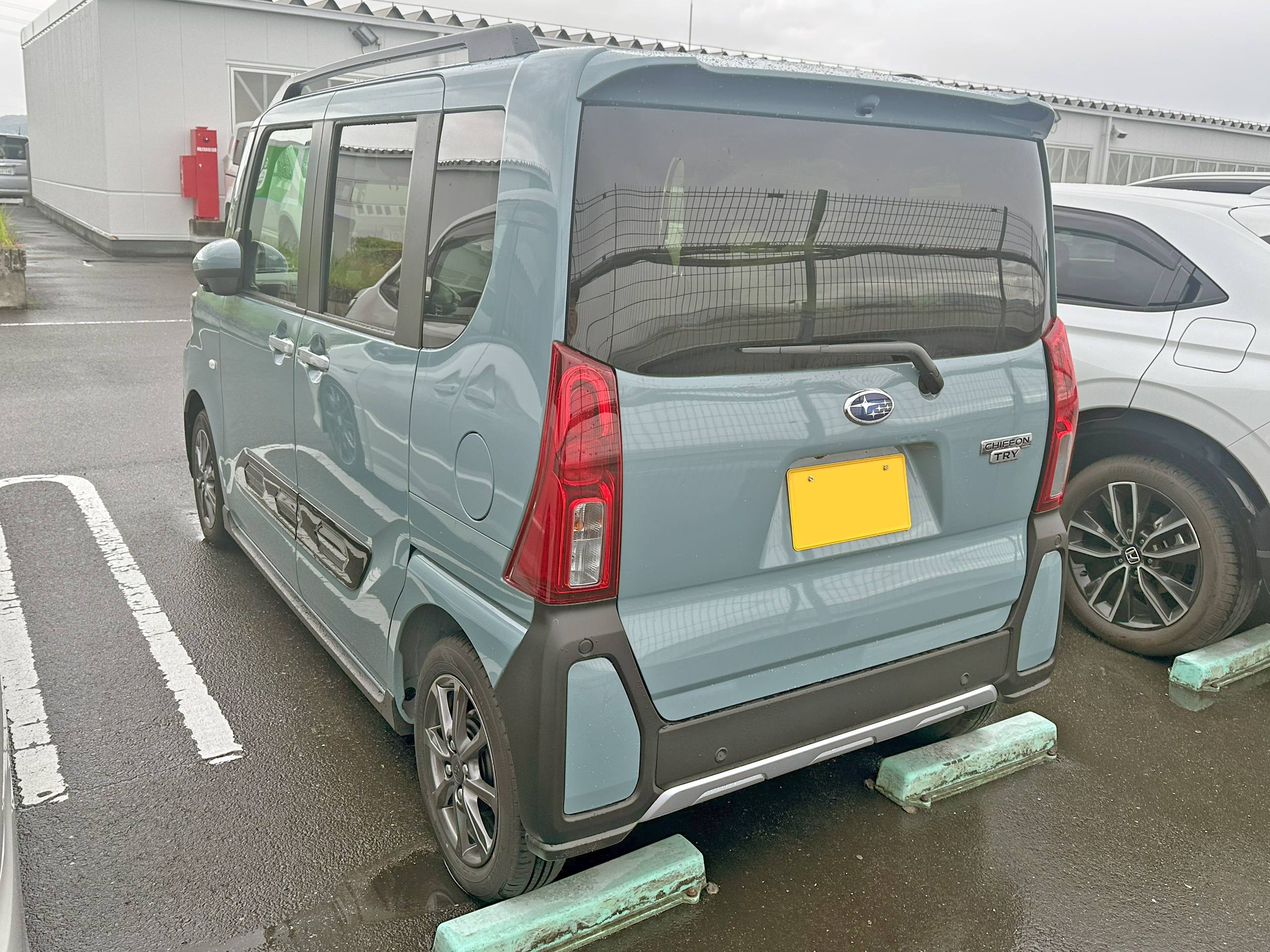
2024年10月改良型 トライ リア

## 車名の由来
英語で「軽くてフワフワした」の意味。
- なお、「シフォン」の名称は元々、軽ハッチバックのヴィヴィオのドレスアップモデル「ビストロ」の3ドア車のグレード名として用いられており、グレード名から車種名に格上げする形での名称復活となる。
- 2代目のバリエーションモデルの「トライ」（TRY）はかつてサンバーで用いられていたグレード名を復活する形となった。

### 補足
1. ↑  2020年12月の一部改良に伴い廃止。
2. ↑  全車速追従機能付ACCとLKCはパックオプションの「スマートクルーズパック」として「GS スマートアシスト」と「カスタムRS スマートアシスト」に、「スマートパノラマパーキングアシスト」はパックオプションの「ディスプレイオーディオ&スマートパノラマパーキングパック」として「G スマートアシスト」・「GS スマートアシスト」・「カスタムR スマートアシスト」・「カスタムRS スマートアシスト」にそれぞれメーカー装着オプション設定。サイドビューランプは全車標準装備のフルLEDヘッドランプに搭載。「スマートクルーズパック」は2020年12月の一部改良により標準装備化される。
3. ↑  タントの場合、「X」・「カスタムX」・「カスタムRS」はメーカーオプションの「コンフォータブルパック」を装着した場合と同等、「Xターボ」はメーカーオプションの「コンフォータブルパック」と右側パワースライドドアを装着した場合と同等となる。2020年12月のタントの一部改良により「コンフォータブルパック」が標準装備化されたことで、シフォン「G スマートアシスト」とタント「X」の装備の差が無くなり、車両本体価格が同一化される。
4. ↑  「スタイルパック」は2020年12月のタントの一部改良で標準装備化され、それに合わせてシフォンカスタムも後述する2020年12月の一部改良により「スタイルパック」相当の装備であるメッキガーニッシュ（フォグランプ・リアリフレクター）とLEDフォグランプが新たに装備された。
5. ↑  タントカスタムの場合、「X"スタイルセレクション"」・「RS"スタイルセレクション"」にメーカーオプションの「パノラマモニター対応純正ナビ装着用アップグレードパック」を装備した場合と同等となる。
6. ↑  タントもこの一部改良で共通色となり、初代（タントは3代目）も共通色だった。
7. ↑  タント「Xターボ」に相当し、タントでは継続設定。